# Crotalaria exilis
Crotalaria exilis är en ärtväxtart som beskrevs av Roger Marcus Polhill. Crotalaria exilis ingår i släktet sunnhampor, och familjen ärtväxter. Inga underarter finns listade i Catalogue of Life.